# Kitsos Tzavelas
Kitsos Tzavelas (en grec: Κίτσος Τζαβέλας) (Souli, Imperi Otomà, 1800 - Atenes, 21 de març de 1855) va ser un polític grec, combatent de la Guerra d'independència de Grècia i Primer Ministre entre 1847 i 1848.

## Biografia
Tzavelas va néixer a Souli, Epir, l'any 1800, fill de Fotos Tzavelas i net de Lambros Tzavelas, tots dos famosos per les seves gestes a la comunitat guerrera de la zona de Souliot en les seves lluites contra Alí Paixà Tepedelenli, el paixà de Ioànnina. Es va criar a l'exili a l'illa de Corfú. Tenint un paper destacat en la Guerra d'Independència grega el 1821, juntament amb Geórgios Karaiskakis, distingint-se especialment durant el Messolonghi. Després de l'arribada a Grècia de Ioannis Kapodístrias, durant l'última part de la guerra, Tzavelas es va fer el responsable de l'alliberació d'una gran part de Grècia central.
Després de la Independència, Tzavelas es va convertir en un defensor de Kapodístrias i, finalment, un líder en el partit rus que va ser la facció política conservadora i ortodoxa a l'època del rei Otó. Acusat de planejar una rebel·lió contra el rei el 1834, Tzavelas va ser empresonat pel cap del Consell de Regència von Armansperg junt amb altres polítics del Partit rus. Quan el rei Otó va assolir la majoria d'edat i es va fer el càrrec de les regnes del govern, Tzavelas va ser alliberat i més tard va ser nomenat ajudant de camp del rei.
Posteriorment va ser ministre de la Guerra el 1844 i, entre 1847-1848, primer ministre. Al febrer de 1854 es va convertir en el líder de la revolta d'Epir, juntament amb els revolucionaris exigint la unió amb Grècia.